# Rzut monetą

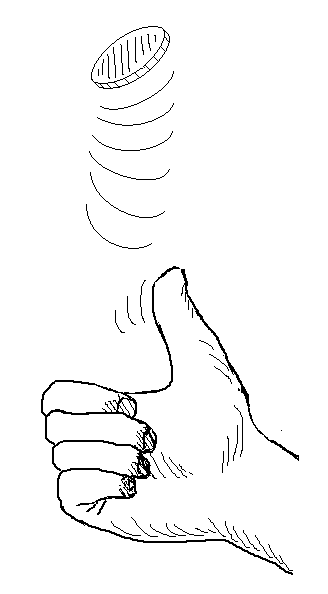
Rzut monetą

Rzut monetą – popularna metoda rozstrzygania sporów lub wyboru jednej z dwóch możliwości za pomocą monety. Polega na przypisaniu możliwości do dwóch stron monety (orła i reszki) i rzuceniu monety w powietrze. Gdy moneta spadnie, wybierana jest możliwość przypisana do strony która jest widoczna na górze.
Metoda ta zapewnia, że wybór jest całkowicie przypadkowy i nie zależy od żadnych wcześniejszych zdarzeń. Jednocześnie każda próba wpłynięcia na szanse poszczególnych wyników (jak np. używanie monety której obie strony są identyczne) jest traktowana jako oszukiwanie. Zwykle można zakładać, że przewidzenie wyniku jest całkowicie niemożliwe, i oba wyniki mają identyczne prawdopodobieństwa.

## Historia
Historycznie zdarzenia o całkowicie losowym charakterze były przedstawiane jako przejawy boskiej woli. Przykładowo w Księdze Jonasza w Biblii, prorok Jonasz został wskazany przez losowanie jako przyczyna burzy grożącej statkowi. W ten sposób Bóg skierował go do zadań, które miał wypełnić.
Rzucanie monetą jako gra było znane w Starożytnym Rzymie jako „navia aut caput” („statek albo głowa”) – używane monety miały statek na jednej stronie i głowę cesarza po drugiej. W Starożytnej Grecji grano w grę o nazwie Ostrakinda, polegającą na rzucaniu muszlą, której jedna strona została zaczerniona (przeciwnik miał zgadnąć na którą stronę muszla upadnie). W Anglii przez stulecia grano w „cross and pile” („krzyż i spód”), posługując się ręcznie bitymi monetami mającymi krzyż na wierzchniej stronie.

## Rzut monetą w sporcie
Rzucanie monetą jest lub było oficjalną metodą rozstrzygania, która strona rozpoczyna mecz w piłce nożnej, futbolu amerykańskim i wielu podobnych dyscyplinach. W rozgrywkach NFL drużyna, która wygra rzut monetą wybiera albo rozpoczęcie meczu, albo wybór strony z której zaczyna, przegrywająca drużyna dostaje drugi z tych wyborów. Rzut monetą jest również ostatecznym rozstrzygnięciem, gdy wszystkie standardowe metody rozstrzygania remisu zawiodą.
Rzut monetą rozstrzygnął np. tytuł indywidualnego mistrza świata juniorów na żużlu w 2005 r. Zawody przerwano po 12 biegach z powodu mocnych opadów deszczu. Wtedy to, po trzech seriach, Polak Krzysztof Kasprzak i Czech Tomáš Suchánek mieli po 8 punktów (dwie „trójki” i po jednej „dwójce”), jednak do bezpośredniej rywalizacji pomiędzy tymi zawodnikami miało dojść w 16 biegu. Sędzia zaproponował bieg dodatkowy, jednak Suchánek – z uwagi na złe warunki na torze – odmówił. Sędzia zatem zarządził rzut monetą, który okazał się szczęśliwy dla Polaka.
Rzut monetą miał miejsce w końcowych etapach Mistrzostw Europy w Piłce Nożnej w 1968. Półfinał pomiędzy Włochami a ZSRR zakończył się po dogrywce remisem 0-0 i o awansie do finału zadecydował rzut monetą (wskazujący na Włochy, które ostatecznie wygrały również finał).
Zastąpienie losowego wyboru zwycięzcy w piłce nożnej przez serię rzutów karnych zostało zaakceptowane przez IFAB w roku 1970.

## Sprawiedliwy wynik z oszukanej monety
Jeśli nie mamy pewności, czy moneta, której używamy, jest sprawiedliwa (czy prawdopodobieństwo orła jest takie samo jak reszki), istnieje zaskakująco prosta metoda na uzyskanie sprawiedliwego wyniku. Wygląda ona następująco:
1. Rzucamy dwukrotnie monetą.
2. Jeśli wypadło dwa razy to samo, zaczynamy od początku, zapominając o tych rzutach.
3. Jeśli wypadły dwa różne wyniki, używamy pierwszego z nich, zapominając o drugim.

Łatwo obliczyć, że uzyskanie pary orzeł-reszka jest zawsze równie prawdopodobne jak uzyskanie pary reszka-orzeł, gdyż moneta nie zmienia swoich prawdopodobieństw pomiędzy rzutami. Należy jednak pamiętać, że ta metoda wymaga rzucania zawsze parami – użycie części jednej pary i części drugiej zniszczy uzyskaną sprawiedliwość.
Dowód formalny działania tej metody
Załóżmy, że prawdopodobieństwo wyrzucenia orła wynosi {\displaystyle p}, a reszki {\displaystyle 1-p}, gdzie {\displaystyle p\in (0,1)}.
Każdy z rzutów jest zdarzeniem niezależnym, zatem prawdopodobieństwo wyrzucenia dwa razy tego samego w jednej parze rzutów jest równe {\displaystyle p^{2}+(1-p)^{2}=p^{2}+1-2p+p^{2}=2p^{2}-2p+1}. Natomiast prawdopodobieństwo wyrzucenia w parze rzutów najpierw orła, a potem reszki jest równe {\displaystyle p\cdot (1-p)=p-p^{2}}.
Niech {\displaystyle O_{n}} będzie zdarzeniem polegającym na wyrzuceniu dwa razy tego samego w każdej z {\displaystyle n} kolejnych par rzutów, a następnie wyrzuceniu pary orzeł-reszka (jeśli od razu wyrzucono parę orzeł-reszka, to {\displaystyle n=0}). Każda para rzutów jest zdarzeniem niezależnym, zatem {\displaystyle P(O_{n})}, czyli prawdopodobieństwo zajścia zdarzenia {\displaystyle O_{n}} jest równe {\displaystyle (p-p^{2})(2p^{2}-2p+1)^{n}}. 
Zgodnie z twierdzeniem o prawdopodobieństwie całkowitym, prawdopodobieństwo uzyskania pary orzeł-reszka po dowolnej liczbie par dwóch takich samych wyników jest równe:{\displaystyle \sum _{n=0}^{\infty }P(O_{n})=\sum _{n=0}^{\infty }(p-p^{2})(2p^{2}-2p+1)^{n}={\frac {p-p^{2}}{1-(2p^{2}-2p+1)}}={\frac {p-p^{2}}{2p-2p^{2}}}={\frac {p-p^{2}}{2(p-p^{2})}}={\frac {1}{2}}}.
Oznacza to, że prawdopodobieństwo uzyskania wyniku orła jest równe {\displaystyle {\frac {1}{2}}}, co kończy dowód.

## Fizyka rzutu monetą
Analizy teoretyczne i eksperymentalne pokazały, że wynik rzutu monetą jest możliwy do przewidzenia, jeśli wystarczająco dokładnie znane są warunki początkowe (położenie, prędkość i moment obrotowy). Monety rzucane przez robota z dużym prawdopodobieństwem lądują w wybrany wcześniej sposób – co oznacza że chaotyczność samego procesu jest niewielka.
Praktyczność rzutu monetą wynika z faktu że mięśnie człowieka nie potrafią powtarzać czynności dokładnie z tą samą siłą. Niektórzy zawodowi prestidigitatorzy i szulerzy potrafią jednak rzucać monetą tak aby wykonała ona z góry założoną przez nich liczbę obrotów – w sposób nieodróżnialny od zwykłego losowego rzutu. Również łapanie monety przed pokazaniem daje rzucającemu możliwość rozpoznania (np. opuszkiem palca) charakterystycznych wypukłości na monecie i ewentualne obrócenie jej przed pokazaniem.
Według analiz statystyków, np. Jaynesa i Gelmana, w metodach rzutu z chwytaniem w powietrzu w przypadkowej chwili, nawet monety o skrajnie przesuniętym środku ciężkości zachowują prawdopodobieństwo równe ½.

## Rzut monetą przez telefon
Rzutu monetą nie da się zastosować w sytuacji gdy spór toczy się pomiędzy osobami w dużej odległości. Ta strona, która faktycznie ma przy sobie monetę, może skłamać co do wyniku rzutu. Okazuje się jednak że istnieje kryptograficzny algorytm umożliwiający uzyskanie tego samego. Wygląda on następująco:
1. Strona A wybiera dwie duże liczby pierwsze p i q, albo obie przystające do 1 albo obie przystające do 3 modulo 4 (do znalezienia dużych liczb pierwszych można użyć np. testu Millera-Rabina).
2. Strona A przekazuje stronie B wynik mnożenia tych dwóch liczb: N = pq, zachowując p i q w tajemnicy. Łatwo obliczyć, że N zawsze będzie przystawało do 1 modulo 4. Wybrane liczby muszą być na tyle duże, żeby faktoryzacja N była niewykonalna dla strony B w czasie przeznaczonym na wykonanie następnego kroku.
3. Strona B wybiera wynik: „1” albo „3”, określając do jakiej liczby przystają p i q modulo 4.
4. Strona A ogłasza wartości p i q, i czy B odgadła prawidłowo. Strona B może łatwo sprawdzić, czy to są prawidłowe liczby sprawdzając czy są pierwsze i mnożąc je przez siebie (jeśli są pierwsze, to N nie ma innych rozkładów na czynniki).